# Wereldkampioenschappen synchroonzwemmen 2017 – Duet technische routine
De technische routine voor duetten tijdens de wereldkampioenschappen synchroonzwemmen 2017 vond plaats op 14 en 16 juli 2017 in het Városliget in Boedapest.

## Uitslag
| Rang   | Land             | Naam                                           | Voorronde | Voorronde | Finale        | Finale        |
| Rang   | Land             | Naam                                           | Punten    | Rang      | Punten        | Rang          |
| ------ | ---------------- | ---------------------------------------------- | --------- | --------- | ------------- | ------------- |
| Goud   | Rusland          | Svetlana Kolesnitsjenko Aleksandra Patskevitsj | 95.0062   | 1         | 95.0515       | 1             |
| Zilver | China            | Jiang Tingting Jiang Wenwen                    | 92.9033   | 2         | 94.0775       | 2             |
| Brons  | Oekraïne         | Anna Volosjyna Jelizaveta Jachno               | 90.6940   | 3         | 92.6482       | 3             |
| 4      | Japan            | Yukiko Inui Mai Nakamura                       | 90.1304   | 4         | 92.0572       | 4             |
| 5      | Spanje           | Ona Carbonell Paula Ramírez                    | 89.2965   | 5         | 90.7507       | 5             |
| 6      | Italië           | Linda Cerruti Costanza Ferro                   | 87.8125   | 6         | 89.2463       | 6             |
| 7      | Canada           | Claudia Holzner Jacqueline Simoneau            | 87.7081   | 7         | 87.6523       | 7             |
| 8      | Oostenrijk       | Anna-Maria Alexandri Eirini-Marina Alexandri   | 85.0805   | 9         | 85.7694       | 8             |
| 9      | Griekenland      | Evangelia Papazoglou Evangelia Platanioti      | 85.8407   | 8         | 85.7439       | 9             |
| 10     | Mexico           | Karem Achach Nuria Diosdado                    | 84.8320   | 10        | 85.2599       | 10            |
| 11     | Frankrijk        | Charlotte Tremble Laura Tremble                | 83.8932   | 11        | 83.9734       | 11            |
| 12     | Verenigde Staten | Anita Alvarez Victoria Woroniecki              | 83.4526   | 12        | 83.4715       | 12            |
| 13     | Kazachstan       | Aleksandra Nemitsj Jekaterina Nemitsj          | 83.2379   | 13        | Uitgeschakeld | Uitgeschakeld |
| 14     | Noord-Korea      | Jang Hyon-ok Min Hae-yon                       | 81.5767   | 14        | Uitgeschakeld | Uitgeschakeld |
| 15     | Brazilië         | Luisa Borges Maria Coutinho                    | 81.3024   | 15        | Uitgeschakeld | Uitgeschakeld |
| 16     | Wit-Rusland      | Iryna Limanoeskaya Veronika Jesipovitsj        | 80.7824   | 16        | Uitgeschakeld | Uitgeschakeld |
| 17     | Nederland        | Bregje de Brouwer Noortje de Brouwer           | 80.3033   | 17        | Uitgeschakeld | Uitgeschakeld |
| 18     | Colombia         | Estefanía Álvarez Mónica Arango                | 77.8780   | 18        | Uitgeschakeld | Uitgeschakeld |
| 19     | Hongarije        | Szofi Kiss Dóra Schwarcz                       | 77.8583   | 19        | Uitgeschakeld | Uitgeschakeld |
| 20     | Tsjechië         | Alžběta Dufková Sabina Langerová               | 77.8287   | 20        | Uitgeschakeld | Uitgeschakeld |
| 21     | Duitsland        | Marlene Bojer Daniela Reinhardt                | 77.4030   | 21        | Uitgeschakeld | Uitgeschakeld |
| 22     | Zwitserland      | Maxence Bellina Maria Piffaretti               | 77.0014   | 22        | Uitgeschakeld | Uitgeschakeld |
| 23     | Oezbekistan      | Anastasia Roezmetova Goelsanam Joeldasjeva     | 76.2008   | 23        | Uitgeschakeld | Uitgeschakeld |
| 24     | Turkije          | Defne Bakırcı Mısra Gündeş                     | 75.8019   | 24        | Uitgeschakeld | Uitgeschakeld |
| 25     | Egypte           | Samia Hagrass Dara Tamer                       | 75.5396   | 25        | Uitgeschakeld | Uitgeschakeld |
| 26     | Liechtenstein    | Lara Mechnig Marluce Schierscher               | 74.9225   | 26        | Uitgeschakeld | Uitgeschakeld |
| 27     | Israël           | Eden Blecher Yael Polka                        | 74.8385   | 27        | Uitgeschakeld | Uitgeschakeld |
| 28     | Singapore        | Debbie Soh Miya Yong                           | 74.7393   | 28        | Uitgeschakeld | Uitgeschakeld |
| 29     | Slowakije        | Petra Ďurišová Diana Miškechová                | 74.6111   | 29        | Uitgeschakeld | Uitgeschakeld |
| 30     | Argentinië       | Camila Arregui Trinidad López                  | 73.8927   | 30        | Uitgeschakeld | Uitgeschakeld |
| 31     | Maleisië         | Gan Hua Wei Lee Lee Yhing Huey                 | 73.1753   | 31        | Uitgeschakeld | Uitgeschakeld |
| 32     | Bulgarije        | Daniela Bozadzhieva Hristina Damyanova         | 72.4098   | 32        | Uitgeschakeld | Uitgeschakeld |
| 33     | Portugal         | Maria Gonçalves Cheila Vieira                  | 71.7694   | 33        | Uitgeschakeld | Uitgeschakeld |
| 34     | Polen            | Julia Mikołajczak Swietłana Szczepańska        | 69.6699   | 34        | Uitgeschakeld | Uitgeschakeld |
| 35     | Costa Rica       | Fiorella Calvo Natalia Jenkins                 | 69.2287   | 35        | Uitgeschakeld | Uitgeschakeld |
| 36     | Zuid-Afrika      | Emma Manners-Wood Laura Strugnell              | 67.3661   | 36        | Uitgeschakeld | Uitgeschakeld |
| 37     | Nieuw-Zeeland    | Eva Morris Jazzlee Thomas                      | 66.8577   | 37        | Uitgeschakeld | Uitgeschakeld |
| 38     | Cuba             | Arisnelvis Arisnelvis Carysney García          | 66.1458   | 38        | Uitgeschakeld | Uitgeschakeld |
| 39     | Hongkong         | Haruka Kawazoe Christie Poon                   | 63.7011   | 39        | Uitgeschakeld | Uitgeschakeld |
| 40     | Filipijnen       | Ruth Abiera Allyssa Salvador                   | 55.5266   | 40        | Uitgeschakeld | Uitgeschakeld |